# Ichalia
Ichalia (tiếng Hy Lạp: ?) là một khu tự quản ở vùng Peloponnesos, Hy Lạp. Khu tự quản Ichalia có diện tích 415 km², dân số theo điều tra ngày 18 tháng 3 năm 2001 là 11681 người.